# Апратаксин
 Апратаксин  — белок, кодируемый у человека геном  APTX . 
Этот ген кодирует члена надсемейства гистидиновых триад (HIT), некоторые из которых имеют активность нуклеотидо-связанных  и диаденозино-полифосфатных гидролаз. Кодируемый белок может играть роль в репарации одноцепочечной ДНК. Мутации в этом гене были связаны с атаксией с глазодвигательной апраксией. Были определены несколько вариантов транскрипции этого гена, кодирующих различные изоформы, однако, полная природа некоторых вариантов не была определена. 

## Функция
Апратаксин удаляет AMP от концов ДНК вслед за неудачными попытками лигирование ДНК-лигазы IV во время негомологичного соединения концов, позволяя тем самым производить последующие попытки лигирования.

## Взаимодействия
Апратаксин, как было выявлено, взаимодействует с:
- PARP1[англ.][10][11],
- P53[11],
- XRCC1[англ.][10][11] и
- XRCC4[англ.][12].